# Aranzazu (Colombia)
Aranzazu is een gemeente in het Colombiaanse departement Caldas. De gemeente telt 12.181 inwoners (2005).
Aguadas · Anserma · Aranzazu · Belalcázar · Chinchiná · Filadelfia · La Dorada · La Merced · Manizales · Manzanares · Marmato · Marquetalia · Marulanda · Neira · Norcasia · Pácora · Palestina · Pensilvania · Riosucio · Risaralda · Salamina · Samaná · San José · Supía · Victoria · Villamaría · Viterbo